# チャールズ・H・ボーンスティール3世
チャールズ・ハートウェル・ボーンスティール3世（Charles Hartwell Bonesteel III、1909年9月26日 – 1977年10月13日）は、アメリカ合衆国の軍人。第二次世界大戦と朝鮮戦争の間にアメリカ陸軍に奉職。朝鮮半島の非武装地帯における紛争（1966-1969）の際には、在韓米軍指揮官を務めた。最終階級は陸軍大将。父や祖父も米陸軍の将校であった。

## 生い立ち
ボーンスティールは、1909年9月26日にニューヨーク市にて出生した。チャールズ・ハートウェル・ボーンスティール・ジュニア（米国陸軍に奉職。最終階級は少将）の息子である。10代の頃、イーグル・スカウトであった。のちに、米国ボーイ・スカウトからイーグル・スカウト優秀賞を授与された。オックスフォード大学におけるローズ奨学生でもあった。

## 軍歴
陸軍士官学校を1931年に卒業したボーンスティールは、「ティック (Tick)」という、生涯にわたる愛称を付けられた。第二次世界大戦中、米国と欧州に赴任し、いくつかの幹部職を務めた。1945年にはポツダム宣言の草案作成に携わっている。またボーンスティール、ジョージ・A・リンカン将軍、及びペンタゴンの戦略政策委員会のディーン・ラスク大佐は、米軍、ソ連軍、及び中国軍の責任の範囲を定めるべく、一般命令第1号を起草する任務を負った。既にソ連軍が満州経由で朝鮮北部に移動しつつあった1945年8月10日、ボーンスティールとラスクは朝鮮半島を38度線で分割する提案をした。一般命令の草案は8月15日にソ連に打電され、後日ソ連に承認された。
戦後期には、国務長官特別補佐官を務めた。1958年11月、ベトナム共和国（南ベトナム）のサイゴン市を公的な立場で訪問した。また第24歩兵師団の司令官（1961–1962）と、第7軍団の司令官（1962–1963）を務めた。
1966年から1969年にかけて、在韓米軍司令官（のち米韓連合司令部総司令官、第8軍司令官）を務めた。この間、朝鮮半島の非武装地帯における紛争（1966年-1969年）における北朝鮮の侵攻を防ぎ、プエブロ号事件による緊張に対処した。

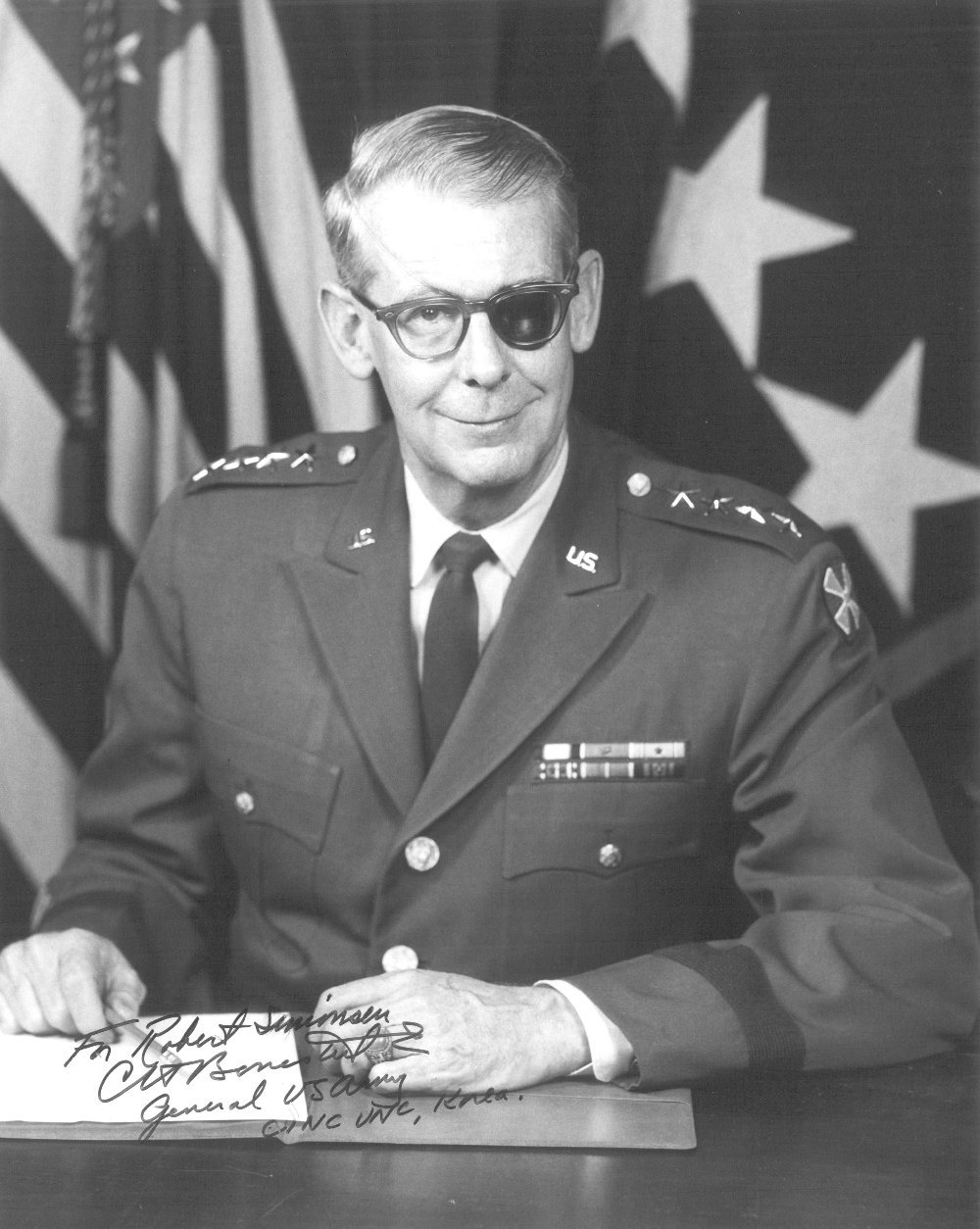
網膜剥離により眼帯を付けるボーンスティール将軍

1969年に退役。陸軍在籍中に、殊勲章を2度、勲功章を2度授与された。

## その後
1977年10月13日に死去。アーリントン国立墓地内の、父と祖父の近くに埋葬された。